# Grito Suburbano
Grito Suburbano é um álbum-compilação com três bandas brasileiras de punk rock, e foi o primeiro álbum de bandas brasileiras desse gênero musical.
Lançado no formato LP pela Punk Rock Discos em 1982, apresenta as bandas Olho Seco, Inocentes e Cólera, com quatro faixas cada. O álbum foi lançado na Alemanha em 1984, pela Vinnyl Boogie no formato LP, com o nome de Volks Grito.
Em 2000 foi relançado no formato de CD, com faixas-bônus do show de lançamento do álbum. Em julho de 2016, foi eleito pela revista Rolling Stone Brasil como o 4º melhor disco de punk rock do Brasil.

## Gravação do álbum
Fábio Sampaio, vocalista do Olho Seco, alugou um estúdio de oito canais da Gravodisc para que Olho Seco, Cólera, Inocentes, Anarkólatras e M-19 registrassem suas músicas.
Tinham apenas 12 horas, divididas em dois períodos, para captar ao vivo toda a raiva e urgência daquela geração. Os técnicos do estúdio, habituados a artistas sertanejos, se assustaram com aquele ruído de serra elétrica que atrapalhava as sessões feito pelos pedais de distorção. No confuso processo de captação, a primeira gravação feita com o Anarkólatras e M-19 ficou de péssima qualidade, e tiveram problemas quando foram regravar e acabaram ficando de fora da compilação.

## Faixas

### Lado A
1. "Desespero" (Olho Seco)
2. "Sinto" (Olho Seco)
3. "Medo de Morrer" (Inocentes)
4. "Garotos do Subúrbio" (Inocentes)
5. "João" (Cólera)
6. "Gritar" (Cólera)

### Lado B
1. "Lutar, Matar" (Olho Seco)
2. "Eu Não Sei" (Olho Seco)
3. "Guerra Nuclear" (Inocentes)
4. "Pânico em SP" (Inocentes)
5. "Subúrbio Geral" (Cólera)
6. "Hhei!" (Cólera)